# Savvas Gentsoglou
Savvas Gentsoglou (Aleksandropoli, 19. rujna 1990.) bivši je grčki nogometaš koji je igrao na poziciji obrambenog veznog.

## Klupska karijera
U Hajduk je došao na početku kolovoza 2016. godine, na posudbu iz Barija uz mogućnost otkupa ugovora na kraju sezone. Debitirao je u sezoni 2016./17. u utakmici 5. kola protiv Osijeka, a na terenu je proveo prvih 66 minuta ogleda. Nakon završetka sezone i mjesec dana špekuliranja oko ostanka ili odlaska, krajem lipnja 2017. godine Hajduk je objavio da je potpisao dvogodišnji ugovor s Gentsoglouom, nakon što je potonji raskinuo ugovor s Barijem koji mu je istjecao u ljeto 2018. godine. Prvi pogodak za Hajduk postiže u gostujućoj utakmici drugog kola u sezoni 2017./18. protiv zaprešićkog Intera, u remiju od 2:2 postigao je prvi pogodak za vodstvo Hajduka.
Dana 16. srpnja 2018. godine službeno je objavljeno da je Savvas sporazumno raskinuo ugovor s Hajdukom te je potpisao dvogodišnji ugovor s ciparskim velikanom APOEL-om.
Statistika u Hajduku
| Natjecanje        | Nastupi | Zgoditci |
| ----------------- | ------- | -------- |
| Prvenstvo         | 48      | 2        |
| Kup               | 6       | 0        |
| Superkup          | 0       | 0        |
| Međunarodne       | 8       | 0        |
| Splitski podsavez | 0       | 0        |
| Ukupno            | 62      | 2        |
| Prijateljske      | 19      | 0        |
| Sveukupno         | 81      | 2        |

## Vanjske poveznice
- Profil na Transfermarktu
- Profil na Soccerwayu